# Isabel Rojas Castroverde
Isabel Rojas Castroverde (Barcelona, 1960 – Sant Adrià de Besòs, 2017) va ser una funcionària, arxivera i activista catalana. Va ser tècnica de l'Ajuntament de Sant Adrià de Besòs, on va impulsar la creació del servei d'arxiu municipal, del qual va ser la primera responsable. Al final de la seva vida va ser diagnosticada d'esclerosi lateral amiotròfica i va lluitar activament a favor de la investigació mèdica i farmacèutica d'aquesta malaltia fins a la seva mort.

## Biografia
Va néixer a Barcelona el 1960, però tota la seva vida va viure i treballar a Sant Adrià de Besòs. Al llarg de la seva vida va ser funcionària, com a tècnica de l'Ajuntament de Sant Adrià. El 2001 va ser la responsable de posar en marxa el servei d'arxiu municipal, i va tenir a càrrec l'organització i trasllat de la documentació a la seva ubicació actual, la seva classificació i l'elaboració de l'inventari del fons municipal, que fins llavors havia estat emmagatzemat en condicions inadequades per a la conservació i consulta. També va ser impulsora de la Mostra d'Entitats de Sant Adrià.
Va encarregar-se de la gestió de l'arxiu fins a l'any 2003, que va haver de deixar de treballar a causa dels dolors físics. Al cap d'uns anys, el 2008, va ser diagnostica d'esclerosi lateral amiotròfica. A partir de llavors va dedicar-se a donar a conèixer i lluitar perquè es dediquessin recursos per a la investigació mèdica i farmacèutica de la malaltia que patia, que amb els anys la va deixar sense mobilitat i obligant-la a utilitzar un respirador. El seu activisme la portar a pertànyer a la Plataforma d'Afectats per l'ELA i a ser membre activa i vicepresidenta del Consell Municipal d'Accessibilitat de Sant Adrià, un espai des d'on es demanava la millora d'accessibilitat al municipi, i fundadora Plataforma per a l’Autonomia Personal de Sant Adrià, des d'on demanava la igualtat d'oportunitats per a les persones amb diversitat funcional.
Al final de la seva vida residia amb la seva filla i una persona de suport que l'auxiliava amb les tasques més bàsiques del dia a dia, a més d'altres persones de suport. Una de les seves lluites com a activista era també afrontar la gran despesa que havien de fer les persones malaltes i dependents per sobreviure. Rojas va morir als 57 anys, el setembre de 2017.

## Homenatges
En reconeixement de la tasca duta a terme d'organització, posada en marxa i gestió de l'Arxiu Municipal, el 28 de juliol de 2014 el Ple de l'Ajuntament de Sant Adrià va aprovar donar el seu nom a l'arxiu. A més, pel seu activisme i la seva lluitat contra l'ELA, el consistori també li va atorgar el premi Ciutat de Sant Adrià en la categoria de serveis a la ciutadania, a més de ser nomenada pregonera de la festa major del municipi el 2013.
Des de 2018 també es convoca anualment el Premi de Fotografia Isabel Rojas per part del Consell Municipal d'Accessibilitat de Sant Adrià. Això rau en el fet que en els darrers anys, sempre que li permetia la malaltia, passejava per la ciutat amb la seva càmera de fotos, retratant la ciutat de Sant Adrià en la seva diversitat, que després penjava en el seu blog personal.